# Phoradendron colombianum
Phoradendron colombianum är en sandelträdsväxtart som beskrevs av Kuijt. Phoradendron colombianum ingår i släktet Phoradendron och familjen sandelträdsväxter. Inga underarter finns listade i Catalogue of Life.